# Un gancho al corazón
Un gancho al corazón (lit. Um Golpe No Coração) é uma telenovela mexicana produzida pela Televisa e exibida pelo Canal de las Estrellas entre 25 de agosto de 2008 e 26 de junho de 2009, totalizando 220 capítulos, substituindo Las tontas no van al cielo e antecedendo Hasta que el dinero nos separe. Escrita por Juan Carlos Alcalá e dirigida por Alejandro Gamboa e Claudio Reyes com a produção de Angelli Nesma Medina, é inspirada na telenovela argentina Sos mi vida (2006), redigida por Adrián Suar.
Danna García e Sebastián Rulli interpretaram as personagens principais, numa trama que narra a história de uma jovem boxeadora e um ex-piloto. Na versão argentina, Natalia Oreiro e Facundo Arana foram os protagonistas. Laisha Wilkins, Raúl Araiza Herrera, Ana Martín, Macaria, Eric del Castillo, Margarita Magaña, Roberto Blandón e Otto Sirgo desempenharam os demais papeis principais da história.
A banda mexicana Playa Limbo executou o tema de abertura, "Un gancho al corazón", presente em um CD lançado paralelamente à transmissão da telenovela. O título da obra é uma referência a uma das temáticas recorrentes — o boxe — e à união das personagens Valentina e Mauricio. Voltada para o público adulto, teve audiência satisfatória e conquistou alguns prêmios renomados pela imprensa do país.

## Antecedentes
A Pol-ka Producciones contratou Adrián Suar, que havia redigido Campeones de la vida e Poné a Francella, para formular uma história de "um homem rico, dono de uma empresa e ex-corredor de fórmula 1 que se apaixona por uma menina pobre a qual busca trabalho". Portanto, o roteirista escreveu essa premissa envolvendo o boxe como elemento para comédia romântica. A telenovela recebeu diversos prêmios e foi a ficção mais assistida na Argentina em 2006.
A rede Televisa dedicou grande espaço às tramas de gênero comédia após a década de 2000: La casa en la playa, Clase 406 e Sueños y caramelos são alguns exemplos. Estas renderam audiência satisfatória e, em 2006, a empresa de produção televisiva adquiriu os direitos da obra de Fernando Gaitán, Yo soy Betty, la fea, e Rosy Ocampo a adaptou em La fea más bella. Este foi um dos folhetins de maior repercussão no México e a Televisa investiu nesse gênero, produzindo Las tontas no van al cielo.

## Produção
O roteiro original da trama surgiu de uma parceria entre a Pol-ka Producciones e o escritor argentino Adrián Suar em julho de 2005. Juan Carlos Alcalá, no início de 2008, foi contratado para adaptar o texto de Suar para os moldes mexicanos. Em seguida, a própria rede Televisa encarregou Alejandro Gamboa e Claudio Reyes para a direção.
Angelli Nesma Medina, que já era conhecida por María la del barrio e Niña... amada mía, tornou-se a responsável pela produção. As filmagens, iniciadas no mesmo ano de planejamento, ocorreram na Cidade do México, capital do país, e na cidade cenográfica presente no fórum 9 do núcleo de produções Televisa San Ángel.
Como cenários principais do folhetim, recaem um ringue de boxe e uma empresa automobilística fictícia. A escolha do elenco foi realizada pelos produtores da rede de programas televisivos, que se responsabilizaram por analisar trabalhos anteriores e a repercussão de atores os quais já passaram pela empresa. Irma Lozano, apesar de ser coadjuvante, foi a primeira atriz anunciada como parte da telenovela.

## Enredo
Valentina López, apelidada de La Monita, é uma boxeada profissional que namora Beto, seu treinador, há oito anos e utiliza de sua profissão para sustentar ele e sua mãe, Nieves, em troca de um agradecimento por eles a terem acolhido quando não tinha um lugar para morar. Após sofrer uma lesão grave, ela pede um emprego de secretária no grupo Sermeño, uma grande empresa imobiliária cujo dono é Mauricio, ex-piloto e noivo de Constanza. Valentina e o empresário se apaixonam, mas mantém em segredo essa admiração. Pouco tempo depois, Beto e Constanza se conhecem e também se encantam e, da mesma forma, escondem seus sentimentos.
Beto, por influência de sua ocupação, se envolve com a prática da luta livre e se autodenomina El Fantasma Vengador. Mauricio, a fim de impressionar Valentina e demonstrar que não possui vergonha do boxe, também segue o mesmo caminho e se intitula Furia Enmascarada. Constanza rapidamente percebe a aproximação de seu noivo com a boxeadora e planeja separá-los com a ajuda de Jerônimo, primo de Mauricio, e Oscar Cardenas, um funcionário desleal. O plano de Constanza é bem sucedido e Mauricio decide se casar e adotar três filhos.
Após o casamento, Valentina descobre as maldades da mulher e procura uma maneira de avisar Mauricio. Durante uma festa de aniversário, a boxeadora os segue e consegue contar todos os segredos. Ele, portanto, se relaciona sexualmente com Valentina e exige o divórcio. Constanza sofre um acidente de carro e perde a visão. Dessa forma, Mauricio cancela o pedido de divórcio para cuidar da esposa. Em seguida, ela volta a enxergar, mas finge estar cega para manter a atenção do marido.
Mauricio, certo dia, descobre que a visão de sua esposa está normal e volta a pedir o divórcio. Valentina afirma estar grávida e se casa com Mauricio. Constanza se arrepende, pede desculpas, e também se casa com Beto.

## Exibição
Em seu país de origem, o primeiro capítulo de Un gancho al corazón foi exibido no dia 25 de agosto de 2008, substituindo Las tontas no van al cielo na faixa das 20h pelo Canal de las Estrellas. Exibida de segunda a sexta, seu último capítulo foi ao ar em 26 de junho de 2009, totalizando 220 episódios — onze a menos que Sos mi vida — e sendo substituída por Hasta que el dinero nos separe.
Foi reprisada pelo canal TLNovelas de 13 de dezembro de 2021 a 13 de maio de 2022, substituindo Qué pobres tan ricos e sendo substituída por Te Doy la Vida.
Não foi transmitida em nenhum país lusófono, mas foi exibida em algumas redes: Telecanal (Chile), Repretel (Costa Rica), Telecorporación Salvadoreña (El Salvador), Gama TV (Equador), Divinity (Espanha), Univisión (Estados Unidos), Studio 23 (Filipinas), RPC TV (Panamá), América Televisión (Peru), Telemicro (República Dominicana) e Televen (Venezuela).

## Elenco
Danna García interpreta Valentina López La Monita, uma jovem que pratica boxe e, após uma lesão, começa a trabalhar com Mauricio Sermeño Furia Enmascarada (Sebastián Rulli), por quem se apaixona. Todavia, este amor não é estabelecido, pois López é noiva de Roberto "Beto" Ochoa Fantasma Vengador (Raúl Araiza Herrera) e Sermeño, de Constanza "Conny" Lerdo La Momia (Laisha Wilkins). Nieves Ochoa (Ana Martín) é mãe de Beto, Gabriela (Eugenia Cauduro) é amiga de Valentina, Isabel López (Macaria) e Jerônimo (Agustin Arana) e Ximena (Verónica Jaspeado) são primos de Mauricio.
Aldo, Luisa e Daniela, respectivamente interpretados por Ricardo Abarca, Renata Notni e Nicole Casteele, são os filhos adotivos de Mauricio. Divididos entre o núcleo do boxe e do automobilismo, seguem Marcos Lerdo (Eric del Castillo), Estrella (Margarita Magaña), Óscar (Roberto Blandón), Salvador (Otto Sirgo), Jaqueline (Úrsula Prats), Rolando (Alex Sirvent), Arnoldo (Ricardo Margaleff), Paula (Lorena Enríquez), Cristián (Miguel Ángel Biaggio), Alicia (Norma Herrera), Hilario (Manuel Ojeda), Bartola (Martha Ofelia Galindo), Ricardo (Alejandro de la Madrid) e Marcos Bonilla (Ricardo Fastlicht).

## Música
O tema de abertura da novela, "Un gancho al corazón", é interpretado pela banda mexicana Playa Limbo. A trilha sonora, com produção e lançamento da extinta gravadora britânica EMI Music conta ainda com cantores como Barbara Muñoz, por "Ganaré por knockout" e Alejandra Guzmán em "Quiero estar contigo".
| N.º | Título                 | Música             | Duração |  |
| 1.  | "Un gancho al corazón" | Playa Limbo        |         |  |
| 2.  | "Ganaré por knockout"  | Bárbara Muñoz      |         |  |
| 3.  | "Metrosexual"          | Amandititita       |         |  |
| 4.  | "No"                   | Ednita Nazario     |         |  |
| 5.  | "Me muero"             | La quinta estación |         |  |
| 6.  | "El eco de tu voz"     | Playa Limbo        |         |  |
| 7.  | "Respira"              | Charly Rey         |         |  |
| 8.  | "Me duele amar"        | Reik               |         |  |
| 9.  | "Qué hago yo"          | Ha-Ash             |         |  |
| 10. | "El tiempo de tí"      | Playa Limbo        |         |  |
| 11. | "Perdón"               | Pambo              |         |  |
| 12. | "Un gancho al corazón" | Greys Robles       |         |  |
| 13. | "Amor a medias"        | Ha-Ash             |         |  |
| 14. | "Quiero estar contigo" | Alejandra Guzmán   |         |  |

## Lançamento e repercussão

### Audiência
A estreia da telenovela conquistou uma audiência de 20,1 pontos, segundo o Instituto Brasileiro de Opinião Pública e Estatística (IBOPE), responsável pela medição de espectadores no México à época; seu último capítulo, por outro lado, pontuou 22,4. Na Espanha, conseguiu um share de 2,4%, pelo Divinity, triplicando o índice do horário, o qual exibia o telejornal Nueve.
Os episódios seguintes registraram uma queda e a trama, no total, conseguiu uma média de 19,8 pontos, índice abaixo da meta imposta pela produção, a qual acreditava que seria um sucesso assim como a argentina. Estabeleu, mantendo a primeira colocação, maior repercussão que a obra antecessora da rede — Las tontas no van al cielo, com Jaime Camil e Jacqueline Bracamontes. O periódico uruguaio Todo TV News listou as seis telenovelas mais vistas no México em 2009: "Un gancho al corazón, Camaleones, Alma de hierro, Los exitosos Pérez, En nombre del amor e Mi pecado".

### Avaliação em retrospecto
O jornalista e escritor Ernesto López, do periódico El Latino, comentou que "a protagonização de Danna García e Sebastián Rulli se converteram em êxito instantâneo". O jornal Milenio, em um artigo de opinião redigido por Durango Gómez Palacio, analisou os temas musicais: "canções executadas por Playa Limbo, como em Un gancho al corazón, conquistaram um sucesso estrondoso".
Arlene Dávila citou a telenovela como uma das obras latinas mais bem elaboradas e repercutidas na década de 2000, em Contemporary Latina/o Media. Ao lado de La rosa de Guadalupe e Soy tu dueña, Harris M. Lentz citou Un gancho al corazón como os melhores programas televisivos do ramo da dramaturgia entre os anos 2008 e 2010. O escritor David William Foster, no livro Argentine, Mexican, and Guatemalan Photography: Feminist, Queer, and Post-Masculinist Perspectives, o qual analisa personalidades da mídia conhecidas por terem ideologias igualitaristas, também deu sua opinião sobre a atuação de Ricardo Abarca no folhetim: "um rapaz bonito que foi capaz de invadir sua televisão a partir da simpatia e do respeito".

### Prêmios e indicações
A telenovela teve quatro indicações em quatro categorias no prêmio mais importante da televisão mexicana, o TVyNovelas, promovido anualmente pela revista homônima. O ator Raúl Araiza, pelo papel de Beto Ochoa, foi o único vencedor dentre essas categorias. Sebastián Rulli, intérprete do protagonista Mauricio Sermeño, foi condecorado em Nova Iorque pela conquista da categoria de melhor ator no prêmio ACE.
| Ano  | Premiação         | Categoria                   | Indicação       | Resultado |
| ---- | ----------------- | --------------------------- | --------------- | --------- |
| 2010 | Prêmio ACE        | Melhor ator                 | Sebastián Rulli | Venceu    |
| 2010 | Prêmio TVyNovelas | Melhor ator protagonista    | Sebastián Rulli | Indicado  |
| 2010 | Prêmio TVyNovelas | Melhor ator co-protagonista | Raúl Araiza     | Venceu    |
| 2010 | Prêmio TVyNovelas | Melhor direção de câmera    | Armando Zafra   | Indicado  |
| 2010 | Prêmio TVyNovelas | Melhor tema musical         | Playa Limbo     | Indicado  |